# Annakarin Svedberg
Annakarin Svedberg, egentligen Gunnel Anna Karin Svedberg, född 8 juli 1934 i Halmstad, är en svensk författare. 

## Biografi
Svedberg växte upp i Halmstad, och 1941 flyttade familjen till Malmö. Debuten skedde med den prosalyriska Vårvinterdagbok 1957. Hon uppmärksammades för sina sensuella kvinnoskildringar, och var en av de första som skrev öppet om kärlek mellan kvinnor. Under 1960-talet bodde hon periodvis i Italien och Spanien.
År 1967 kom hon i kontakt med buddhismen och kom att intressera sig för asiatisk kultur och religion, vilket märks i böckerna Sagor vid kanten av ingenting (1975) och Kärlek är det innersta av hjärtat (1976). I hennes senare produktion finns flera esoteriska berättelser med drag av saga, däribland Högplatåns guld (2001) och Mot källan (2002).

### Privatliv
Annakarin Svedberg är dotter till mejerikonsulent Hilding Svedberg och Majken, född Andersson. År 1958–59 bodde hon tillsammans med sångaren Frank Scott från USA, som hon har två barn med.

## Filmmedverkan
- 1970 – Mera ur Kärlekens språk